# 杨洁俏
杨洁俏（1990年4月—），天津人，中国女子游泳运动员。她曾获得2006年亚洲运动会游泳比赛女子400米自由泳金牌。